# Alexander Grigorjewitsch Fischer von Waldheim
Alexander Grigorjewitsch Fischer von Waldheim, russisch Александр Григорьевич Фишер фон Вальдгейм, (* 7. Mai 1803 in Mainz; † 13. Julijul. / 25. Juli 1884greg. in Stepankowo) war ein deutschstämmiger russischer Botaniker (und Arzt). Sein offizielles botanisches Autorenkürzel lautet „Fisch.Waldh.“

## Leben
Er war der Sohn von Gotthelf Fischer von Waldheim und Patensohn von Alexander von Humboldt. Der Mediziner, Naturwissenschaftler und Bibliothekar Karl von Renard war sein Cousin. Er wurde von seinem Vater unterrichtet und studierte ab dem Alter von 14 Jahren Botanik bei Carl Ludwig Goldbach (1793–1824) und Georg Franz Hoffmann in Moskau, dessen Tochter Natalie er 1830 heiratete. Mit 23 Jahren wurde er in Moskau in Medizin promoviert (Tractatus anatomico-physiologicus de auditu hominis). 1826 wurde er Adjunkt-Professor für Botanik und Pharmakologie (ab 1830 ordentlicher Professor) an der Medizinisch-Chirurgischen Akademie in Moskau und Direktor des Botanischen Gartens. 1832 wurde er Professor für Zoologie an der Lomonossow-Universität und Direktor des Zoologischen Museums, was er bis 1834 blieb. Er gab auch Medizinkurse an der Medizinisch-Chirurgischen Akademie bis zu deren Auflösung 1843. Er hatte verschiedene Positionen an der Lomonossow-Universität einschließlich Prorektor und Dekan der Physikalisch-Mathematischen Fakultät und er beaufsichtigte 1840 bis 1850 die Privatschulen in Moskau.
Er war 1825 bis 1835 Sekretär der Société Impériale des Naturalistes de Moscou. Von 1853 bis 1872 war er Vizepräsident der Société, von 1872 bis 1884 deren Präsident.
Fischer von Waldheim befasste sich mit Pflanzenanatomie und entwickelte dafür ein neues Mikroskop.
Er erhielt das Großkreuz des russischen St. Annen-Ordens 1. Klasse und 1875 das Großkreuz des württembergischen Friedrichs-Ordens, seit 1865 war er Mitglied der Leopoldina.
Sein Sohn Alexander Alexandrowitsch Fischer von Waldheim (1829–1920) war Professor für Botanik in Warschau und 1897 bis 1917 Direktor des Botanischen Gartens in Sankt Petersburg.

## Schriften
- De interna plantarum fabrica. Moskau 1820.